# Alice Ross-King
Alice Ross-King, nascida Alice Ross Appleford (Ballarat, 5 de agosto de 1887 – Cronulla, 19 de agosto de 1968) foi uma enfermeira civil e militar que atuou nos dois grande conflitos mundiais do começo do século XX. É a mulher australiana mais condecorada do país.
Durante a Primeira Guerra Mundial, Alice trabalhou em hospitais no Egito e na França e foi uma das sete enfermeiras australianas condecoradas com a Medalha Militar por bravura. Na Segunda Guerra Mundial, com um cargo de chefia, trabalho na Australian Army Medical Women's Service. Em 1949, ela foi agraciada com a Medalha Internacional Florence Nightingale, a maior condecoração oferecida pelo Comitê Internacional da Cruz Vermelha.

## Biografia
Alice nasceu na cidade de Ballarat, no estado de Vitória, em 1887. Era a única menina entre os três filhos de Archibald Ross King e Henrietta King. Em um determinado momento, toda a família se mudou para Perth, mas depois que seu pai e dois de seus irmãos morreram em um afogamento no rio Swan, Henrietta e Alice se mudaram para Melbourne. Batizada como Alys Ross, ela normalmente usava a versão mais comum de seu nome a fim de evitar pronúncias erradas ou confusão.
Alice estudou na Academia Católica de Maria Imaculada, em Fitzroy, subúrbio de Melbourne e no Colégio Presbiteriano para Moças. Depois de se formar, Alice não tinha ainda a idade para se inscrever em cursos de enfermeiras e assim trabalhou como assistente de enfermagem Hospital Austin de Melbourne. Durante a epidemia de tifo na cidade, Alice ajudou a equipe do Hospital Alfred, ao mesmo tempo que iniciava o curso de enfermagem. Tendo recebido seu certificado em 1914, ela trabalhou em Melbourne durante um tempo, onde combinava as funções de enfermeira, zeladora noturna e enfermeira-chefe.
Antes do começo da guerra, Alice se qualificou como enfermeira da sala de cirurgia e trabalhou em um hospital privado na Collins Street.

## Primeira Guerra Mundial
Logo após a eclosão do conflito, Alice se alistou no serviço australiano de enfermagem e foi nessa época que ela mudou seu sobrenome, colocando um hífen entre eles, para se diferecniar de outras enfermeira do mesmo serviço, chamada Alice King. Em novembro de 1914, Alice embarcou para o Egito, onde trabalhou no primeiro hospital geral australiano em Heliópolis, subúrbio do Cairo. Depois de seu serviço no Cairo, Alice ainda trabalhou em um posto de enfermagem em Suez, para ajudar a tratar dos feridos da Campanha de Galípoli. No final de 1915, Alice retornou à Austrália como enfermeira das tropas feridas voltando para casa.
Alice voltou ao conflito para trabalhar em um hospital na França, em 1916, onde esteve presente na Batalha do Somme. Em junho de 1917, ela estava no 10º Hospital Estacionário em Saint-Omer, mas após algumas semanas, ela foi deslocada para um hospital de feridos, perto de Trois Arbres, onde trabalhou apenas 5 dias até o lugar ser bombardeado em 22 de julho de 1917. Cerca de 15 soldados ficaram feridos e 5 morreram. Alice atendeu aos feridos sobre as tendas hospitalares caídas depois do bombardeio. Seus atos durante o ataque e após a queda do hospital lhe renderam uma Medalha Militar, a única a receber entre suas seis outras colegas.
| “ | Nunca esquecerei a horrível escalada com as mãos e os pés para fora daquele buraco de cerca de 1,5m de profundidade de argila gordurosa e sangue, embora eu não soubesse na hora que era sangue... | ” |

Alice retornou ao primeiro hospital estacionário em novembro de 1917 e lá permaneceu até o fim da guerra. Em maio de 1918, Alice recebeu a Medalha da Real Cruz Vermelha e também foi mencionada nos despachos daquele ano por seu trabalho humanitário. Alice embarcou de volta para a Austrália em janeiro de 1919 e dispensada do serviço em setembro.

## Vida pessoal
Durante a guerra, Alice conheceu e noivou com Harry Moffitt, um oficial do 53º Batalhão da Primeira Força Imperial Australiana, mas ele foi morto durante a Batalha de Fromelles, em julho de 1916. Na viagem de volta para a Austrália, Alice conheceu o médico Sydney Appleford, com quem se casou em agosto de 1919. O casal se mudou para Lang Lang, em Vitória, onde tiveram e criaram quatro filhos.

## Segunda Guerra Mundial
No período entre guerras, Alice começou a trabalhar com o Voluntary Aid Detachment, um destacamento de voluntários, sediado em Vitória. Com a eclosão da Segunda Guerra, Alice se alistou e em 1942 e o Australian Army Medical Women's Service (AAMWS) foi criado, conferindo a Alice o posto de major. Ela foi indicada como responsável por todos os postos da AAMWS no estado de Vitória.
Alice serviu na AAMWS até 1951. Por seu serviço, foi indicada para a Medalha Internacional Florence Nightingale e foi uma das duas únicas enfermeiras australianas a receber a condecoração, em 1949.

## Morte
Com o fim dos conflitos, Alice retornou para a Austrália. Seu marido morreu em 1958 e Alice passou seus últimos anos morando em Cronulla, até sua morte em 17 de agosto de 1968. Ela foi sepultada no Fawkner Crematorium and Memorial Park.